# メリット (シャンプー)
メリット (Merit) は、花王が発売しているヘアケア製品である。本記事では、派生ブランドから独立ブランド化し、2022年3月をもって製造を終了した「ピュアン（PYUAN）」も述べる。

## 概要
1970年（昭和45年）に、日本で初めてZ-PT(ジンクピリチオン)を配合した「フケかゆみを止めるシャンプー」として発売される。以来、同社の代表的なロングセラー製品となっている。また、1985年（昭和60年）にはジンクピリチオンを改良したミクロジンクピリチオン配合でリニューアル。
特徴として地肌の生まれ変わりのリズムを整える「地肌ケアエッセンス（グリチルリチン酸ジカリウム）」が含まれていることや、地肌に潤いを与えて、角質層を整える「有機フルーツ酸」が含まれていることや、液性が髪や地肌と同じ弱酸性であり、潤いを守りながら洗えることが挙げられる。また、発売当初は、片手で開けられる押しボタン式のキャップ、握りやすいボトル形状も魅力的であった。
香りは発売当初、ジンクピリチオンが入っていたため独特のにおいがしたものの、グリチルリチン酸ジカリウムに切り替わってからはフローラル系の香りとなっており、2016年（平成28年）4月改良品以降ではナチュラルフローラルの香りとなっている。ただ、液の色は発売当初から青緑色である。
本品はフケ・かゆみを防ぐ効果があるため、医薬部外品である（ただし、キッズシリーズ(「さらさらヘアミルク」以外)と「ピュアン」は除く）。
1991年（平成3年）にはリンスインタイプとなる「リンスのいらないメリット（現在の「メリット リンスのいらないシャンプー」）を発売。2009年（平成21年）にはボトル入りトリートメント「さらさらヘアミルク」を、2010年（平成22年）には「シャンプーブラシ」を発売しているほか、2015年（平成27年）には初の派生ブランドとなる「メリット ピュアン」が発売された。
2017年（平成29年）10月には「地肌すっきり泡シャンプー」と「ふわっとリンス」が発売された。
2020年（令和2年）10月には、派生ブランドとして発売されていた「メリット ピュアン」が「ピュアン」へ改名され、独立ブランド化されたが、2022年（令和4年）3月末をもって全製品の製造が終了され、ブランドサイトも閉鎖された。

## 製品の歴史
- 1970年（昭和45年） - シャンプー発売。
- 1975年（昭和50年） - モイスチャーリンス発売。
- 1985年（昭和60年） - ミクロジンクピリチオン配合で新改良。
- 1991年（平成3年） - リンス成分（高重合ジメチコン‐1（毛髪保護剤））を配合したシャンプー「リンスのいらないメリット」発売。
- 2001年（平成13年） - 「弱酸性メリット」発売。これより「新家族シャンプー」というブランドスローガンを名乗るようになる。
- 2006年（平成18年）4月 - 地肌ケアエッセンス（GK-2:グリチルリチン酸ジカリウム）を配合して処方改良。
- 2008年（平成20年）5月 - 植物由来成分「リコリスC（有効成分、グリチルリチン酸二カリウム）」と「ユーカリα（保湿成分、ユーカリエキス・有機フルーツ酸）」を配合してリニューアル。
- 2009年（平成21年）2月 - ボトル入りトリートメント「さらさらヘアミルク」発売。
- 2010年（平成22年）
  - 2月 - 発売40周年を迎え、シャンプー・リンス・リンスのいらないシャンプーをフルモデルチェンジ。また、フルモデルチェンジに伴い、内容量の変更とサイズ統一を実施、レギュラーサイズの容器デザインも統一された。併せて、「さらさらヘアミルク」もパッケージデザインの変更が行われた。
    - レギュラー：300ml（シャンプー、リンス）/200ml（リンスのいらないシャンプー・旧リンスのいらないメリット） → 220ml
    - ポンプ：550ml  →  530ml
    - つめかえ用：430ml（シャンプー、リンス）/400ml（リンスのいらないシャンプー・旧リンスのいらないメリット） → 380ml

  - 7月 - [4] 「シャンプーブラシ」を追加。
- 2012年（平成24年）2月 - シャンプー・リンス・リンスのいらないシャンプーをリニューアル（「さらさらヘアミルク」もデザイン統一の為パッケージリニューアル）。またパッケージデザインをリニューアルするとともに、区別化するためにポンプやキャップに色をつけたほか、つめかえ用のパックを薄肉化し、全重量に対し約10%を植物由来の素材に置き換えた。併せて、ポンプサイズとつめかえ用で内容量の変更を行った（ポンプ:530ml → 500ml、つめかえ用:380ml → 360ml、レギュラーサイズと「リンスのいらないシャンプー」のみに設定されているミニサイズは内容量の変更なし）。
- 2013年（平成25年）3月 - 「リンスのいらないシャンプー」に、メントール（清涼剤）を配合したクールタイプを追加。本品の発売に合わせて、既存の「リンスのいらないシャンプー」はキャップやポンプの色が紫から白に替わるなどのパッケージデザインの変更が行われた。
- 2014年（平成26年）
  - 2月 - シャンプー・リンスのいらないシャンプークールタイプをリニューアル（「さらさらヘアミルク」もデザイン統一の為パッケージリニューアル）。併せて、「リンスのいらないシャンプー」のみに設定されているミニサイズを除いて、内容量の変更が行われた（レギュラー:220ml → 200ml、ポンプ:500ml → 480ml、つめかえ用:360ml → 340ml）。
  - 7月 - 「シャンプーブラシ」をパッケージリニューアル。
- 2015年（平成27年）
  - 3月 - 「地肌クレンジングシャンプー」と「コンディショナー」で構成された派生ブランド「メリット ピュアン」を発売。それぞれに、うるおいタイプ「モイスチャー」とさらさらタイプ「リフレッシュ」の2ラインが設定される。
  - 10月 - 子供向けの泡タイプのシャンプー「泡で出てくるシャンプーキッズ」発売し、同時にトリートメント「さらさらヘアミルク」をパッケージリニューアル。
- 2016年（平成28年）4月 - シャンプー・リンス・リンスのいらないシャンプー・リンスのいらないシャンプー クールタイプをリニューアル。また、つめかえ用は同年1月にエッセンシャルに導入した、ボトルの真上にセットして詰替えるキャップ付スリムタイプの「ラクラクecoパック」となった（内容量は従来品と同量(340ml)）。
- 2017年（平成29年）
  - 4月 - 派生ブランド「メリット ピュアン」を全面刷新。「地肌クレンジングシャンプー」はパール剤・着色料フリーとなり「クレンズケアシャンプー」に改名、「コンディショナー」は「長持ちアロマ」を配合し、着色料フリーとなった。ラインナップは従来の2ラインから3ラインに増やし、グレープフルーツ&ラベンダーの香り「ナチュラル&スロー」、ワイルドローズ&クローバーの香り「アクティブ&スマイル」、カシス&ジャスミンの香り「スウィート&チャーミング」と香りとパッケージデザインで異なる仕様となった。併せて、内容量を変更（ポンプ:470ml → 425ml、つめかえ用:375ml → 340ml）し、つめかえ用は「メリット」と同じ「ラクラクecoパック」となった。
  - 10月 - 泡タイプの薬用シャンプー「地肌すっきり泡シャンプー」とチューブ入りの薬用リンス「ふわっとリンス」を発売。
- 2018年（平成30年）
  - 4月
    - シャンプー・コンディショナー（リンスから改名）・リンスのいらないシャンプー・リンスのいらないシャンプー クールタイプをリニューアル。「ダストシールド技術」を新たに採用。パッケージデザインが刷新され、シャンプー・コンディショナー・リンスのいらないシャンプーでボトルやパウチの色が区別化された。
    - 「メリット ピュアン」に、カメリア&ソープの香り「シンプル&リラクシング」を追加発売。

  - 9月 - 「メリット ピュアン」に、ベルガモット&コットンフラワーの香り「スマート&スタイリッシュ」を追加発売（同年8月より一部のECサイトで先行発売されていた）。
  - 11月 - ピンクボトルの数量限定品「バーバパパスペシャルデザインボトル」を発売（シャンプー・コンディショナーのポンプペア品のみ）[5]。
- 2019年（令和元年）
  - 3月 - 「泡で出てくるシャンプー キッズ」に数量限定品「わくわくみかんの香り」を発売（本体のみの設定）[6]。
  - 7月 -
    - 派生ブランド「メリット ピュアン」が2度目の全面刷新。アーティスト・写真家・ファッションデザイナー・イラストレーター・ライフスタイルショップの5つのクリエーターとコラボレーションされたデザインとなり、香調も変更。ラインナップはDream Ami（アーティスト）とコラボレーションされたシトラス&サンフラワーの香り「アクション」、高橋ヨーコ（写真家）とコラボレーションされたミンティー&ミュゲの香り「ナチュラル」、ツモリチサト（ファッションデザイナー）とコラボレーションされたピーチ&プラムの香り「サークル」、河井いづみ（画家・イラストレーター）とコラボレーションされたローズ&ガーネットの香り「デアリン」、サロンアダムエロぺ（ライフスタイルショップ）とコラボレーションされたリリー&サボンの香り「ユニーク」の5種類となった。
    - イエローボトルの数量限定品「ミニオンスペシャルデザインボトルを発売（シャンプー・コンディショナーポンプペア、リンスのいらないシャンプーポンプ+つめかえ、泡で出てくるシャンプー キッズ ポンプ+つめかえに設定。セットされるつめかえ用は通常品）[7]。

  - 11月 - 数量限定品「ポケモンスペシャルデザインセット」を発売（つめかえ用2個+スマートホルダーのセット品のみ。シャンプー・コンディショナー・リンスのいらないシャンプーに設定）[8]。
- 2020年（令和2年）
  - 5月 - 数量限定品「クールシャンプー」[9]、「メリット ピュアン ひんやり気分のクールクレンズシャンプー・香りつづくアロマコンディショナー セット」[10]を発売（いずれもセット品のみ(「クールシャンプー」はポンプ・つめかえペアでの発売)）。
  - 8月 - 数量限定品「ミニオンスペシャルデザイン」の第2弾を発売。今回はシャンプー・コンディショナー・リンスのいらないシャンプーのつめかえ用2個セットが新たに設定される[11]。
  - 10月 - 「ピュアン デトクレンズシャンプー」と「ピュアン チャージビューティトリートメント」を発売。これらの製品の発売に伴い、派生ブランドとして発売していた「メリット ピュアン」が「ピュアン」に改名され、独立ブランド化される。
- 2021年（令和3年）
  - 初春 - 「メリット ピュアン」として発売されていた「アクション」、「ナチュラル」、「サークル」が製品名とデザイン（ポンプはロゴデザイン、つめかえ用はパッケージデザイン）を変更し、「ピュアン」へ改名（自然切替。なお、中身の変更は無い為、旧デザイン品へのつめかえも可能）。
  - 1月 - 数量限定品「ドラえもんスペシャルデザインボトル」を発売。ピンクとイエローボトルのシャンプー・コンディショナーポンプペア、ピンクのボトルのリンスのいらないシャンプー ポンプ+つめかえ、ホワイトのボトルの泡で出てくるシャンプーキッズ ポンプ+つめかえ、シャンプーブラシの設定[12]。
  - 2月 -
    - 「泡で出てくるシャンプー キッズ からまりやすい髪用」、「さらさらするん!コンディショナー キッズ」を発売。
    - 数量限定品「すみっコぐらしスペシャルデザインボトル」を発売（シャンプー・コンディショナーペアセット、リンスのいらないシャンプーポンプ+つめかえセット、泡で出てくるシャンプー キッズ ポンプ+つめかえセットに設定。セットされるつめかえ用は通常品）[13]。
    - ドライシャンプーシート「水のいらないシャンプーシート」をイオンリテール、カインズ、ウエルシア薬局の一部店舗限定で発売[14]。

  - 6月 - 数量限定品「ミニオンスペシャルデザイン」の第3弾を発売。スペシャルデザインボトルが白基調に変わり、ラインナップに泡で出てくるシャンプーキッズ ポンプ+つめかえ からまりやすい髪用を追加[15]。
  - 10月 - 泡タイプの新ライン「メリット ザマイルド」を発売。
  - 11月 - 数量限定品「ポケモンスペシャルデザインセット」の第2弾を発売。イエローボトルのシャンプー・コンディショナーポンプペア、イエローボトルのリンスのいらないシャンプーポンプ+つめかえ、泡で出てくるシャンプー キッズ ポンプ+つめかえ、泡で出てくるシャンプーキッズ ポンプ+つめかえ からまりやすい髪用の設定で、今回からセットされるつめかえ用もスペシャルデザイン仕様となる[16]。
- 2022年（令和4年）
  - 2月 - 数量限定品「ドラえもんスペシャルデザインボトル」の第2弾を発売。今回はシャンプーブラシに代わり、泡で出てくるシャンプーキッズ ポンプ+つめかえ からまりやすい髪用を追加設定[17]。
  - 3月末 - 「ピュアン」全製品の製造を終了。
  - 4月[18] - ドライシャンプーの新ライン「メリットDAY+」を発売。
  - 6月 - 数量限定品「すみっコぐらしスペシャルデザインボトル」の第2弾を発売。今回は泡で出てくるシャンプーキッズ ポンプ+つめかえ からまりやすい髪用を追加設定[19]。
  - 10月 - 「メリットザマイルド」の数量限定品「やすらぐ金木犀の香り」を発売（本体のみの設定）[20]。
  - 12月 - 数量限定品「リラックマスペシャルデザインボトル」を発売（シャンプー・コンディショナーポンプペアと泡で出てくるシャンプーキッズ ポンプ＋つめかえのみの設定）[21]。
- 2023年（令和5年）
  - 5月 - 「メリットDAY+」の数量限定品「スペシャルデザイン」を発売[22]。
  - 9月 - 数量限定品「風に舞う金木犀の香り」を発売（シャンプー・コンディショナーポンプペアのみの設定）[23]。
- 2024年（令和6年）
  - 3月 -
    - 数量限定品「ちいかわスペシャルデザインボトル」を発売（シャンプー・コンディショナーポンプペアと泡で出てくるシャンプーキッズ ポンプ＋つめかえのみの設定）[24]。
    - 「ドライシャンプーシート さらっと髪まとまるタイプ」を発売。同時に「メリットDAY+」として発売されていた「ドライシャンプーシート」を「ドライシャンプーシート すっきり爽快タイプ」へ改名するとともに、「ドライシャンプー」と合わせて「メリット」へ改名・統合[25]。

  - 8月 - 数量限定品「金木犀の香り」を「思い出のあの日の金木犀の香り」として再発売。今回はポンプペアに加え、つめかえペアを設定[26]。
- 2025年（令和7年）
  - 3月 - シャンプー・コンディショナー・リンスのいらないシャンプー・リンスのいらないシャンプー クールタイプを約7年ぶりにリニューアルし、子供向けラインを「メリットキッズ」としてサブシリーズ化して初の全面リニューアル。全製品共通で保湿成分として植物由来エキスを追加配合。また、ボトル品はイラストが一切排除され、文字要素のみのシンプルデザインとなった。内容量が変更となり、レギュラーシリーズのポンプとつめかえ用は減容（ポンプ:480ml→450ml、つめかえ用:340ml→320ml、ただし、レギュラーサイズ(リンスのいらいないシャンプー クールタイプを除く）とリンスのいらないシャンプーに設定されているミニとミニポンプは内容量据え置き）された一方、キッズの泡シャンプーは増量（ポンプ:300ml→330ml、つめかえ用:240ml→270ml）された。また、「メリットキッズ」には「リンスのいらない泡シャンプー」とドライシャンプーシート「あたまさっぱりシート」が発売された。なお、シャンプーブラシもパッケージデザインを変更（自然切替）したことで、「DAY+」の発売時から採用してきた英字表記（merit）メインのブランドロゴに全製品が統一される。
  - 8月[27] - 数量限定品「ちいかわスペシャルデザインボトル」の第2弾を発売。シャンプー・コンディショナーポンプペアに加え、今回は同年3月にサブシリーズ化された「メリットキッズ」の泡シャンプーとコンディショナーのペアも設定される[28]。

## ラインナップ
- シャンプー【医薬部外品】
- コンディショナー【医薬部外品】
- リンスのいらないシャンプー【医薬部外品】（リンスインシャンプー・旧 リンスのいらないメリット）
- リンスのいらないシャンプー クールタイプ【医薬部外品】（リンスインシャンプー、メントール（清涼剤）配合）
- シャンプーブラシ
- キッズ 泡シャンプー（旧 泡で出てくるシャンプーキッズ）
- キッズ コンディショナー（旧 さらさらするん!コンディショナー キッズ）
- キッズ リンスのいらない泡シャンプー
- キッズ あたまさっぱりシート
- ドライシャンプーシート さらっと髪まとまるタイプ
- ドライシャンプーシート すっきり爽快タイプ（旧 DAY+ドライシャンプーシート）
- ドライシャンプー（旧 DAY+ドライシャンプー）

通常の「メリット」はシャンプー、コンディショナー、リンスのいらないシャンプー（クールタイプを含む）は詰め替え可能なポンプタイプと、そうでないレギュラーサイズのものが発売されている。リンスのいらないシャンプーではこれらに加え携帯用の「ミニ」や400ml入り（レギュラーサイズ2本分相当）の「ミニポンプ」も発売されている。また、シャンプー、コンディショナー、リンスのいらないシャンプーのつめかえ用は通常サイズ（ラクラクecoパック仕様）に加え、ホームセンターやECサイト向けにキャップ付パウチタイプの大容量も設定されており、1080ml（通常サイズの約3.4個分）と1800ml（通常サイズの約5.6個分）の2種類がある（2025年3月のリニューアルに伴い、従来の特大サイズはシャンプーとコンディショナーの容量をリンスのいらないシャンプーと同容量に変更(1200ml→1080ml）、従来の超特大サイズは容量を減容（シャンプー、コンディショナー:2000ml→1800ml、リンスのいらないシャンプー:2200ml→1800ml)して内容量が統一化された）。
ちなみに、他のヘアケア・ブランドの多くは、リンスの製品は「コンディショナー」として販売されるが、このブランドは、1975年（昭和50年）に「モイスチャーリンス」として発売されてから2018年（平成30年）4月まで「リンス」として発売されていたが、2018年（平成30年）4月のリニューアルでついに「コンディショナー」に改名。一部「リンス」を名乗る製品も発売されていたが、2021年（令和3年）9月に製造終了となったことで、現行製品すべてが「コンディショナー」へ統一された。「ピュアン」では「メリット ピュアン」として発売された当初より「コンディショナー」として発売されていた。

## 製造終了品
- 髪と地肌のトリートメント - 1990年（平成2年）代に発売。
- さらさらヘアミルク【医薬部外品】 - 洗い流すタイプのトリートメント。ポンプタイプのコンディショナー「さらさらするん!コンディショナー キッズ」へ移行のため、2021年（令和3年）3月製造終了。
- 地肌すっきり泡シャンプー【医薬部外品】 - 2021年（令和3年）9月製造終了
- ふわっとリンス【医薬部外品】 - 2021年（令和3年）9月製造終了
- メリット ピュアン/ピュアン
  - 2017年（平成29年）4月製造終了品
    - モイスチャー 地肌クレンジングシャンプー
    - モイスチャー コンディショナー
    - モイスチャー シャンプー&コンディショナーミニセット
    - リフレッシュ 地肌クレンジングシャンプー
    - リフレッシュ コンディショナー
    - リフレッシュ シャンプー&コンディショナーミニセット

  - 2019年（令和元年）7月製造終了品
    - ナチュラル&スロー クレンズケアシャンプー
    - ナチュラル&スロー コンディショナー
    - アクティブ&スマイル クレンズケアシャンプー
    - アクティブ&スマイル コンディショナー
    - スウィート&チャーミング クレンズケアシャンプー
    - スウィート&チャーミング コンディショナー
    - シンプル&リラクシング クレンズケアシャンプー
    - シンプル&リラクシング コンディショナー
    - スマート&スタイリッシュ クレンズケアシャンプー
    - スマート&スタイリッシュ コンディショナー

  - 2020年（令和2年）10月製造終了品
    - デアリン クレンズケアシャンプー
    - デアリン コンディショナー
    - ユニーク クレンズケアシャンプー
    - ユニーク コンディショナー

  - 2022年（令和4年）3月製造終了品
    - デトクレンズシャンプー なめらかリッチ
    - ビューティートリートメント なめらかリッチ
    - デトクレンズシャンプー&ビューティートリートメント なめらかリッチ ピローセット
    - デトクレンズシャンプー まとまりナチュラル
    - ビューティートリートメント まとまりナチュラル
    - デトクレンズシャンプー&ビューティートリートメント まとまりナチュラル ピローセット
    - アクティブ クレンズケアシャンプー
    - アクティブ コンディショナー
    - ナチュラル クレンズケアシャンプー
    - ナチュラル コンディショナー
    - サークル クレンズケアシャンプー
    - サークル コンディショナー

  - 2024年（令和6年）3月製造終了品
    - ザマイルド泡シャンプー
    - ザマイルド泡リンス

  - 2024年（令和6年）9月末製造終了品
    - リンスのいらないシャンプー クールタイプ レギュラー ※ポンプ、つめかえ用は継続発売

  - 2025年（令和7年）3月製造終了品
    - 泡で出てくるシャンプーキッズ からまりやすい髪用

## CMキャラクター
発売55年目を迎えた2024年4月1日からTVCMをアニメーションへ刷新したため、すべて過去の出演。
- 荒木由美子（出演終了時期不明）
- 田中裕子（出演開始時期不明、1987年まで）
- 石田ゆり子（1988年から1994年まで、1992年以降はリンスのいらないメリットを担当）
- 石野真子（1991年、リンスのいらないメリットのみ）
- 財前直見（1992年から1993年まで、リンスのいらないメリットは含まれていない）
- 細川直美（1994年、リンスのいらないメリットは含まれていない）
- 服部真湖（1995年 - 1997年、娘役として野村佑香・前田亜季・小嶋亜由美と共演）
- 高島礼子（1997年から2000年まで、夫役で神保悟志と共演）
- 保坂尚輝・高岡早紀夫妻（当時、2001年から2004年3月）
- 仲村トオル・鷲尾いさ子夫妻（2004年4月から2008年3月まで）
- 藤井隆・乙葉夫妻（2008年4月から2010年1月まで）
- 江角マキコ・坂下千里子・髙田万由子（2010年2月から2013年3月まで）
- 江角マキコ・高田万由子・藤本美貴（2013年3月から2014年2月まで）
- 井ノ原快彦・辺見えみり・木下優樹菜・土屋希乃（2014年2月から2015年2月まで）
- 井ノ原快彦・ともさかりえ・豊田エリー（2015年2月から2016年3月まで）
- 中条あやみ（2015年3月から2017年4月まで・2019年4月から2022年3月まで、ピュアン(旧・メリットピュアン)のみ）
- 小雪（2016年4月から同年9月まで）
- 田中麗奈（2017年3月から2018年3月まで）
- 吉沢悠（2017年6月から2018年3月まで）
- 妻夫木聡（2018年4月から2019年3月まで）
- 長友佑都・平愛梨（2019年4月から同年12月まで）
- 風間俊介・麻生久美子・みやぞん（2020年1月から同年12月まで）
- 西島秀俊（2021年2月から2024年3月まで）
- 吉田羊（2021年10月から2024年3月まで、西島と共演）
- DOUKI（2023年7月・8月、新日本プロレス『G1 CLIMAX 33』の会場で放映[31][32]。Just 5 Guysのメンバーと共演）